# Ray Noorda
Raymond John Noorda (Ogden, 19 giugno 1924 – Orem, 9 ottobre 2006) è stato un imprenditore statunitense.
È stato il CEO della Novell negli anni ottanta contribuendo in maniera determinante alle fortune della stessa.
È da molti accreditato all'aver coniato il termine co-opetition usato per descrivere la filosofia di possibile cooperazione fra competitori per un vantaggio comune.

## Biografia
Terzo figlio di Bertus e Alida Noorda, una coppia di immigrati olandesi, studiò presso il
Weber State College di Ogden, nell'Utah. Durante la seconda guerra mondiale fu impegnato come tecnico elettronico sui sistemi radar. Dopo la guerra, nel 1949 si laureò presso l'università dell'Utah.
Dopo la laurea iniziò a lavorare per la General Electric che abbandonò nel 1971.
Da tale data al 1983 lavorò presso varie aziende californiane. Nel 1983 assunse la direzione della Novell, una società di 17 persone con sede nell'Utah. Riunì un gruppo di tecnici con l'intento di creare un sistema per condividere i costosi dischi dei neonati sistemi basati sul PC IBM. Il risultato fu Novell NetWare, il software di networking che dominò il mercato delle reti locali negli anni ottanta. Grazie a tale successo la Novell crebbe fino a diventare una delle aziende di riferimento nel settore informatico, contando nel 1995 al momento dell'abbandono da parte di Noorda ben 12 000 dipendenti.
Lasciata la Novell fondò la Canopy una società che contribuì al finanziamento di numerose start-up nel settore tecnologico. Dal 1998, per problemi di salute, Noorda dovette rinunciare a seguire personalmente l'attività della società.
Noorda è morto il 9 ottobre 2006, nella sua casa di Orem, nell'Utah, a causa della malattia di Alzheimer contro il quale lottava da anni.